# Koroška slovenska stranka
Koroška slovenska stranka (nemško Partei der Kärntner Slowenen ali Kärntner slowenische Partei) je bila stranka koroških Slovencev na avstrijskem Koroškem. Prvotno je bila ustanovljena leta 1921 kot volilna stranka pod imenom  Politično in gospodarsko društvo za Slovence na Koroškem  (nem. Politischer und wirtschaftlicher Verein für die Slowenen in Kärnten) in je imela dva poslanca v Koroškem deželnem zboru v času Prve Republike.

## Zgodovina
Po izidu Koroškega plebiscita 1920 in priključitvi povsem ali pretežno slovenskega dela Koroške Avstriji, je bilo prekinjeno tudi tradicionalno povezovalno delovanje slovenskih ustanov Koroške s tistimi kraji, ki so pripadali Jugoslaviji. To je veljalo tudi za Katoliško politično in gospodarsko društvo za Slovence na Koroškem (nem. Katholischer politischer und wirtschaftlicher Verein für die Slowenen in Kärnten), ki je od leta 1921 naprej nastopalo pod imenom Politično in gospodarsko društvo za Slovence na Koroškem. Nato je društvo ustanovilo t. i. volilno stranko Koroška slovenska stranka, ki je nastopala na deželnozborskih volitvah leta 1921, 1923, 1927 ter 1930 ter na državnozborskih volitvah leta 1923 in 1927. Stranka je pri volitvah dobila redno okoli 9.000 do 10.000 glasov in pri državnozborskih volitvah 9.868 oz. 9.334 glasov. Četudi na državnozborskih volitvah ni uspela pridobiti mandata, je pri deželnozborskih volitvah vedno dobila dva mandata.